# Metallochlora dyscheres
Metallochlora dyscheres är en fjärilsart som beskrevs av Louis Beethoven Prout 1922. Metallochlora dyscheres ingår i släktet Metallochlora och familjen mätare. Inga underarter finns listade i Catalogue of Life.